# Phalaris (album)
Pour les articles homonymes, voir Phalaris.
Albums de Dir En Grey
The Insulated World
(2018)
Singles
1. Ochita Koto no Aru Sora
Sortie : 3 août 2020
2. Oboro
Sortie : 28 avril 2021

Phalaris est le onzième album studio du groupe de heavy metal japonais Dir En Grey, sorti le 15 juin 2022 via Firewall Div./SMEJ.

## Production
Phalaris est précédé de deux singles, Ochita Koto no Aru Sora (落ちた事のある空) sorti le 3 août 2020 et Oboro (朧) sorti le 28 avril 2021.
L'album sort le 15 juin 2022, soit 4 ans après The Insulated World, et marque le 25e anniversaire de la formation du groupe. Les versions réenregistrées de deux singles précédents, Mazohyst of Decadence (de Gauze) et Ain't Afraid to Die sont incluses exclusivement pour le CD bonus en édition limitée de cette version.
Le titre et les illustrations de Phalaris sont inspirés du tyran Phalaris et de l'appareil de torture qu'il a inventé, le taureau d'airain, « dans lequel les victimes étaient rôties vivantes. On disait qu'un mécanisme interne déformait les cris des victimes en cris de bétail ».
Un clip pour Perfume of Sins sort le 14 juin 2022, « juste deux heures avant minuit de la sortie officielle de l'album le 15 juin ».
Un Blu-ray/DVD intitulé The Final Days of Studio Coast incluant des enregistrements en direct tirés de performances au Shinkiba Studio Coast à Kōtō, Tokyo les 26 et 27 janvier 2022 sort conjointement à Phalaris. Une série d'événements en direct en ligne pour célébrer la sortie de l'album est prévue les 1er, 2, 3 et 18 juillet 2022.

## Réception critique
L'album reçoit des critiques positives de JRock News, et rockin'on.com.

## Liste des pistes
Toutes les paroles sont écrites par Kyo, toute la musique est composée par Dir En Grey.
| 1.    | Schadenfreude                              | 9:58 |
| 2.    | Oboro (朧)                                 | 3:59 |
| 3.    | The Perfume of Sins                        | 4:18 |
| 4.    | 13                                         | 3:42 |
| 5.    | Utsutsu, Bouga o Kurau (現、忘我を喰らう)  | 3:30 |
| 6.    | Ochita Koto no Aru Sora (落ちた事のある空) | 3:19 |
| 7.    | Mouai ni Shosu (盲愛に処す)                | 2:51 |
| 8.    | Hibiki (響)                                | 3:58 |
| 9.    | Eddie                                      | 2:52 |
| 10.   | Otogi (御伽)                               | 6:03 |
| 11.   | Kamuy (カムイ)                             | 9:11 |
| 53:45 |                                            |      |

## Personnel
- Kyo (京?) – chanteur
- Kaoru (薫?) – guitare, programming
- Die – guitare
- Toshiya – basse
- Shinya – batterie